# Yogee New Waves
Yogee New Waves（ヨギー・ニュー・ウェーブス）は、日本のロックバンド。バンド名のYogeeはマハリシ・マヘーシュ・ヨーギーに由来する。

## 来歴
2013年6月に角舘健悟（Vo, G）と矢澤直紀（B、2017年1月脱退）を中心として結成。2人は小学校時代よりの幼馴染であり高校時代からファンクバンドなどで共に活動していた。SUMMER SONICの「でれんの⁉サマソニ2013」の選考ライブで初ライブを行い、最終選考に選出される。同年9月に出演したイベントの対バンGISANのメンバー粕谷哲司（Dr、2023年6月脱退）と松田光弘（G、2015年5月脱退）が加入し、同年11月に自主製作ep『Climax Night』がライブ会場のみで発売されるも初回生産分は即完売となる。2014年4月に1st e.p 『Climax Night』、同9月に1stアルバム『PARAISO』をリリース。VIVA LA ROCK 2015への出演を最後に松田が脱退後はDYGLの下中洋介、吉田巧などのサポートギターを迎えて活動を行い、2015年12月に2nd e.p『Sunset Town』をリリースした。
2016年1月、タワーレコードの名物広告シリーズNO MUSIC, NO LIFEのポスターに旧友であるNever Young Beach、Suchmosと起用。翌2017年4月には単独で起用された。
2017年1月15日、東京キネマ倶楽部にて行われたDreaming Night TOUR 2017をもって矢澤直紀（B）が脱退。それに伴い、サポートメンバーであった竹村郁哉（G）と上野恒星（B）が正式メンバーとして加入。新メンバーにてペトロールズカバーアルバム『WHERE, WHO, WHAT IS PETROLZ?』に「On Your Side」で参加（2017年3月発売）。
2017年4月から2019年10月15日まで、角舘健悟がフジテレビ関西テレビ系番組『7Rule』のナレーションを担当した。
2017年5月にはぴあのムック『ぴあMUSIC COMPLEX』Vol.9で特集が組まれた。同月17日に2枚目のフルアルバム『WAVES』が発売。収録曲「World is Mine」のMVの制作は山田健人が手がけている。
2017年11月公開の映画『おじいちゃん、死んじゃったって。』の主題歌に「SAYONARAMATA」が使われる。
2017年11月、ヘリーハンセンのブランド設立140周年を記念したアニバーサリープロジェクトとして、コラボレーションコレクションを制作。同12月14日にジャケット、キャップ等の5アイテムが発売された。また、同12月13日には東京都渋谷区某所においてアニバーサリーイベントHELLY HANSEN 140th ANNIVERSARY EVENT BE WITH "WATER"が開催され、角舘健悟が弾き語りライブを行った。
2017年12月1日、DREAMIN’ NIGHT TOUR 2017の追加公演であるLIQUIDROOMでのワンマンライブ　アンコールMCにて、角舘健悟より2018年春にビクターエンタテインメントからメジャー・デビューすることが明らかにされた。その直後のビクター公式Twitter等にて、レーベルは「Colourful Records」であることが正式に発表された。
2018年7月25日初のCMタイアップとなる大塚製薬「ポカリスエット」とのコラボレーションにより、配信限定により『CAN YOU FEEL IT』がリリース。ミュージック・ビデオもコラボレーションにより制作され、同日YouTubeにて公開された。
2022年3月21日の日比谷野外音楽堂で行われたライブをもって、ベースの上野恒星が脱退。
2023年5月14日、ドラムの粕谷哲司が同月21日から開始する全国ツアー『A.Y.A TOUR 2023 SECOND』をもって脱退すること、粕谷脱退後は角館と竹村の2人で活動を継続する予定だが、その準備に時間を要するため、暫く活動休止とすることを公式ホームページで発表した。

## メンバー
- 角舘 健悟（かくだて けんご、1991年10月27日 - ）- ボーカル・ギター

東京都新宿区出身。日本大学芸術学部音楽学科卒業。日本大学大学院芸術学研究科中退。
- 竹村 郁哉（たけむら ふみや、1990年3月23日 - ）- ギター

京都府南丹市出身。慶應義塾大学総合政策学部卒業。
2017年1月加入。

### 元メンバー
- 松田 光弘 - ギター

2015年5月脱退。2017年よりビクターの制作ディレクターとして参加。
- 矢澤 直紀 - ベース

2017年1月脱退。
- 上野 恒星 - ベース

2022年3月脱退。
- 粕谷 哲司（かすや てつし、1991年4月4日 - ）- ドラム

2023年6月脱退。埼玉県出身。早稲田大学卒業。妻は吉本興業所属のお笑いコンビ、スパイクの小川暖奈。

## ディスコグラフィー

### アルバム
| 枚  | 発売日         | タイトル   | 規格品番             | 最高位 |
| --- | -------------- | ---------- | -------------------- | ------ |
| 1st | 2014年9月10日  | PARAISO    | ROMAN-001 （CD）     | 152位  |
| 1st | 2015年4月18日  | PARAISO    | EMF-057 （LP）       | 152位  |
| 2nd | 2017年5月17日  | WAVES      | ROMAN-012 （CD+DVD） | 19位   |
| 2nd | 2017年5月17日  | WAVES      | ROMAN-013 （CD）     | 19位   |
| 2nd | 2017年5月17日  | WAVES      | HRLP089/90 （LP）    | 19位   |
| 3rd | 2019年3月20日  | BLUEHARLEM | VIZL-1540 （CD+DVD） | 23位   |
| 3rd | 2019年3月20日  | BLUEHARLEM | VICL-65136 （CD）    | 23位   |
| 4th | 2021年10月13日 | WINDORGAN  | VICL-65563 （CD）    | 27位   |

### EP
| 発売日         | タイトル         | 規格品番                    | 最高位 |
| -------------- | ---------------- | --------------------------- | ------ |
| 2014年4月9日   | Climax Night e.p | HATENA-001 （CD）           | 195位  |
| 2015年12月2日  | Sunset Town e.p  | ROMAN-003 （CD）            | 67位   |
| 2018年3月14日  | SPRING CAVE e.p. | VIZL-1315 （CD+DVD）        | 34位   |
| 2018年3月14日  | SPRING CAVE e.p. | VICL-64929 （CD）           | 34位   |
| 2018年11月28日 | SPRING CAVE e.p. | NJS-727 （LP）              | 34位   |
| 2019年12月4日  | to the MOON e.p. | VIZL-1657 （CD+DVD）        | 36位   |
| 2019年12月4日  | to the MOON e.p. | VIKL-30011 （7inch record） | 36位   |
| 2023年3月1日   | A.Y.A e.p        | ROMAN-023 （10inch）        |        |

### シングル
| 発売日         | タイトル              | 規格品番                   |
| -------------- | --------------------- | -------------------------- |
| 2015年2月27日  | Fantasic Show         | EMF-055 （7inch record）   |
| 2015年4月1日   | Fantasic Show         | 配信限定リリース           |
| 2017年4月22日  | Ride on Wave          | ROMAN-010 （7inch record） |
| 2018年7月25日  | CAN YOU FEEL IT       | 配信限定リリース           |
| 2018年10月10日 | Summer of Love        | 配信限定リリース           |
| 2019年10月18日 | to the moon           | 配信限定リリース           |
| 2020年7月12日  | White Lily Light      | 配信限定リリース           |
| 2021年8月11日  | SISSOU                | 配信限定リリース           |
| 2021年9月8日   | Toromi Days feat. Kuo | 配信限定リリース           |

### 楽曲提供
- 私立恵比寿中学　アルバム「エビクラシー」（2017年5月31日） - 「さよなら ばいばい またあした」（角舘健悟　作詞・作曲）
- SHE IS SUMMER　アルバム「WATER」（2017年11月8日） - 「ナイトブルー」（角舘健悟　作詞）

## ミュージックビデオ
| 監督                                            | 曲名                             |
| Ray Otabe                                       | 「C.A.M.P.(Stoned Forest ver.)」 |
| khrs                                            | 「Hello Ethiopia」               |
| Dai Sato                                        | 「Like Sixteen Candles」         |
| 知念正枝                                        | 「Climax Night」                 |
| 山田健人                                        | 「World is Mine」                |
| Dai Sato                                        | 「HOW DO YOU FEEL ?」            |
| Pennacky                                        | 「Bluemin' Days」                |
| Nana Moriwaki                                   | 「CAN YOU FEEL IT」              |
| 小林光大                                        | 「Summer of Love」               |
| タナカカツキ                                    | 「Good Night Station」           |
| 山田健人                                        | 「to the moon」                  |
| Pennacky                                        | 「あしたてんきになれ」           |
| 「ROOF TOP LIVE:TOKYO」SOUNDS terrace生配信より | 「to the moon」                  |
| 「ROOF TOP LIVE:TOKYO」SOUNDS terrace生配信より | 「Sunset Town」                  |

## タイアップ
| 曲名                 | タイアップ                                                         |
| -------------------- | ------------------------------------------------------------------ |
| Like Sixteen Candles | テレビ東京「モヤモヤさまぁ〜ず2」2016年1月 - 3月エンディングテーマ |
| World is Mine        | スペースシャワーTV2017年5月度POWER PUSH                            |
| SAYONARAMATA         | 映画『おじいちゃん、死んじゃったって。』主題歌                     |
| CAN YOU FEEL IT      | POCARI SWEAT × FES 2018 キャンペーンソング                         |
| to the moon          | テレビ東京ドラマ25『ひとりキャンプで食って寝る』主題歌             |

## 主なライブ

### ワンマンライブ・主催イベント
- 2015年10月11日 - Yogee New Waves presents「Dreamin' Night 2」
w/never young beach / Suchmos
- 2015年10月31日〜2016年02月27日 - Yogee New Waves "Sunset is coming TOUR"
w/HAPPY
- 2016年03月12日 - Yogee New Waves presents 「Dreamin' Night 3」
w/髭
- 2016年09月10日 - Yogee New Waves presents 「Dreamin' Night 4」
w/YOUR SONG IS GOOD
- 2017年01月07日〜01月15日 - Yogee New Waves「Dreamin' Night TOUR 2017」
w/ミツメ / おとぎ話 / サニーデイ・サービス
- 2017年03月25日 - Yogee New Waves ONEMAN LIVE
- 2017年05月25日〜06月30日 - Yogee New Waves「WAVES RELEASE TOUR」
- 2017年10月28日〜11月23日 -Yogee New Waves「DREAMIN’ NIGHT TOUR 2017」
w/OGRE YOU ASSHOLE / 天才バンド / YOUR SONG IS GOOD / 思い出野郎Aチーム / yahyel /SPECIAL OTHERS/CHAI/PAELLAS
- 2017年12月01日,12月03日 - Yogee New Waves「DREAMIN’ NIGHT TOUR 2017 追加ワンマン公演」
- 2018年02月06日 - 前野健太(BAND SET) × Yogee New Waves
- 2018年03月15日 - Yogee New Waves「3rd e.p.「SPRING CAVE e.p.」RELEASE PARTY@タワーレコード新宿店」
- 2018年03月21日～04月30日 - Yogee New Waves「Bluemin' Days TOUR 2018」
- 2018年07月02日 - Yogee New Waves「Bluemin' Days TOUR 5」 w/the dresscodes
- 2018年11月18日～12月13日 - Yogee New Waves「CAN YOU FEEL IT TOUR」
- 2019年06月08日～07月21日 - Yogee New Waves「TOUR BLUEHARLEM 2019」
- 2019年09月10日 - 「HOW DO YOU FEEL ABOUT PARAISO?」
- 2019年09月12日～12月01日 - Yogee New Waves「BLUEHARLEM ASIA TOUR 2019」
- 2019年12月04日 - Yogee New Waves「Dreamin’ Night vol.6」
- 2020年07月12日 - Yogee New Waves presents「LIVEWIRE -Naked-」
- 2020年12月09日 - Yogee New Waves「Oneman Live "Escort"」
- 2021年05月09日 - Kengo Kakudate「Spring Cave Show」
- 2021年08月11日 - Yogee New Waves「Dreamin' Night vol.7」
- 2021年10月16日～12月04日 - Yogee New Waves「WINDORGAN TOUR 2021」
- 2022年03月21日 - Yogee New Waves「Special Live “SPRING WAVE”」
- 2022年07月26日～08月18日 - Kengo Kakudate「SEVEN TALKS TOUR」

## エピソード
- 2017年9月10日、BAYCAMPに出演した際、ボーカルの角舘がMCで「音楽は魔法だよ」と発言した。これが別ステージで直前に出番を終えていた大森靖子の楽曲「音楽を捨てよ、そして音楽へ」の歌詞の中で繰り返される表現と相反する内容であったことと、後述のベース無断借用の件が重なり、「大森靖子が音楽は魔法じゃないと叫んだあとYogeeが音楽は魔法だよと言ったのがロックだった」とこれを支持した観客のツイートに対し、大森が激怒する事態となった。加えて、Yogee側が1曲目の演奏中にベース弦が切れるトラブルが発生し、大森のバンドが使用していたベースを本人に無断で使用されたと大森が主張した事が事態に拍車をかけ、大森がTwitterや公式ブログでYogee側を非難した。これに対して角舘はTwitterで「弁明したいっすねー!」という旨のツイートを発信したがYogee側はその後、沈黙し続けたため炎上する騒ぎとなった。

翌日、角舘と上野は大森と大森のマネージャーの元へ謝罪に向かったが、Yogee側の「配慮の至らない点があり」、大森の許しを得ることはできなかった。大森はブログを更新し謝罪の場でのYogee側の態度を強く非難したが、のちに大森側はYogee側に関わるブログ内容と自身のTwitterアカウントを削除している。
その後、大森バンドのドラマーピエール中野（凛として時雨）が仲裁に入り、双方のファンへの自重を呼びかけた。9月13日、Yogee側は公式ホームページでこの騒動に関する謝罪文を掲載した。
ベースの無断使用の件の真相はベース上野が知己であった大森バンドのギタリスト畠山健嗣に声をかけ、同じく大森バンドのベーシストであるえらめぐみのベースを借りたということであった。畠山はえらに連絡をとったものの電話が繋がらず、緊急事態であることを考慮して独断でベースを貸し出したため、えらや大森には事後報告の形になったことが、謝罪文でようやく発覚した。上野は謝罪文で、予備のベースと替えの弦を持参していなかったことを認め、謝罪している。